# Kalle Zackari Wahlström
Karl Efraim "Kalle" Zackari Wahlström, ursprungligen Karl Gunnar Efraim Wahlström, född 24 februari 1981 i Skinnskattebergs församling i Västmanlands län, är en svensk programledare och manusförfattare.

## Biografi
Wahlström arbetade under flera år på reklambyrån Delorean AB, men har också ägnat sig mycket åt jakt och träning. I augusti 2011 började han skriva den kåserande träningsbloggen Stark som en björn, snabb som en örn och efter bara en månad flyttades den över till tidningen Café, där han fortsatte skriva fram till augusti 2013. Han har varit med och skrivit manus till humorprogrammet Söder om Folkungagatan samt varit resande reporter i Veckans svensk.
Under 2014–2016 ledde han SVT-programmet Svett & etikett i tre säsonger, där han provade på och utmanade sig själv i olika slags träningsformer. I samband med TV-programmet gav han ut en bok med en titel som knöt an till hans träningsblogg: Stark som en björn, snabb som en örn: Träning (fast kul). Hösten 2015 ledde han ytterligare ett träningsprogram i SVT kallat Träna med Kalle. Under 2016 var han programledare för SVT-programmet Gympaläraren, där han åkte tillbaka till sin gamla högstadieskola Vanstaskolan i Ösmo och försökte få skolungdomar att röra på sig mer. I syfte att få eleverna att fortsätta träna och motionera genomförde han en åtta kilometer lång hinderbana med några av dem i ett avsnitt av programmet Svett & etikett som sändes 19 oktober 2016.
Tillsammans med Molly Sandén och Farah Abadi ledde han programmet Musikhjälpen 2017.

### Familj
Kalle Zackari Wahlström är son till läraren och författaren Pär Wahlström och läraren Gunilla Haag Wahlström, ogift Olsson. Han är yngre halvbror till Erik Haag och Sara Haag.
Han är sedan 2011 gift med Brita Zackari, och tillsammans har de två barn födda 2016 respektive 2019. Mellan 2004 och 2010 var han gift med Jonna Bergh och tillsammans har de en son född 2005.

## Radio- och TV-program
Programledare:
| Årtal aktiv | Program                         | TV-kanal     |
| ----------- | ------------------------------- | ------------ |
| 2014-2016   | Svett & Etikett                 | SVT          |
| 2015        | Träna med Kalle                 | SVT          |
| 2016        | Gympaläraren                    | SVT          |
| 2017        | Kalles Sex Liv                  | SVT Play     |
| 2017        | Musikhjälpen                    | SVT/SVT Play |
| 2018        | Kalles och Britas sex liv       | SVT Play     |
| 2019        | Kalles och Britas hälsoresa     | SVT Play     |
| 2020        | Hjälp, vi har köpt en bondgård! | SVT          |